# Felix av Nola

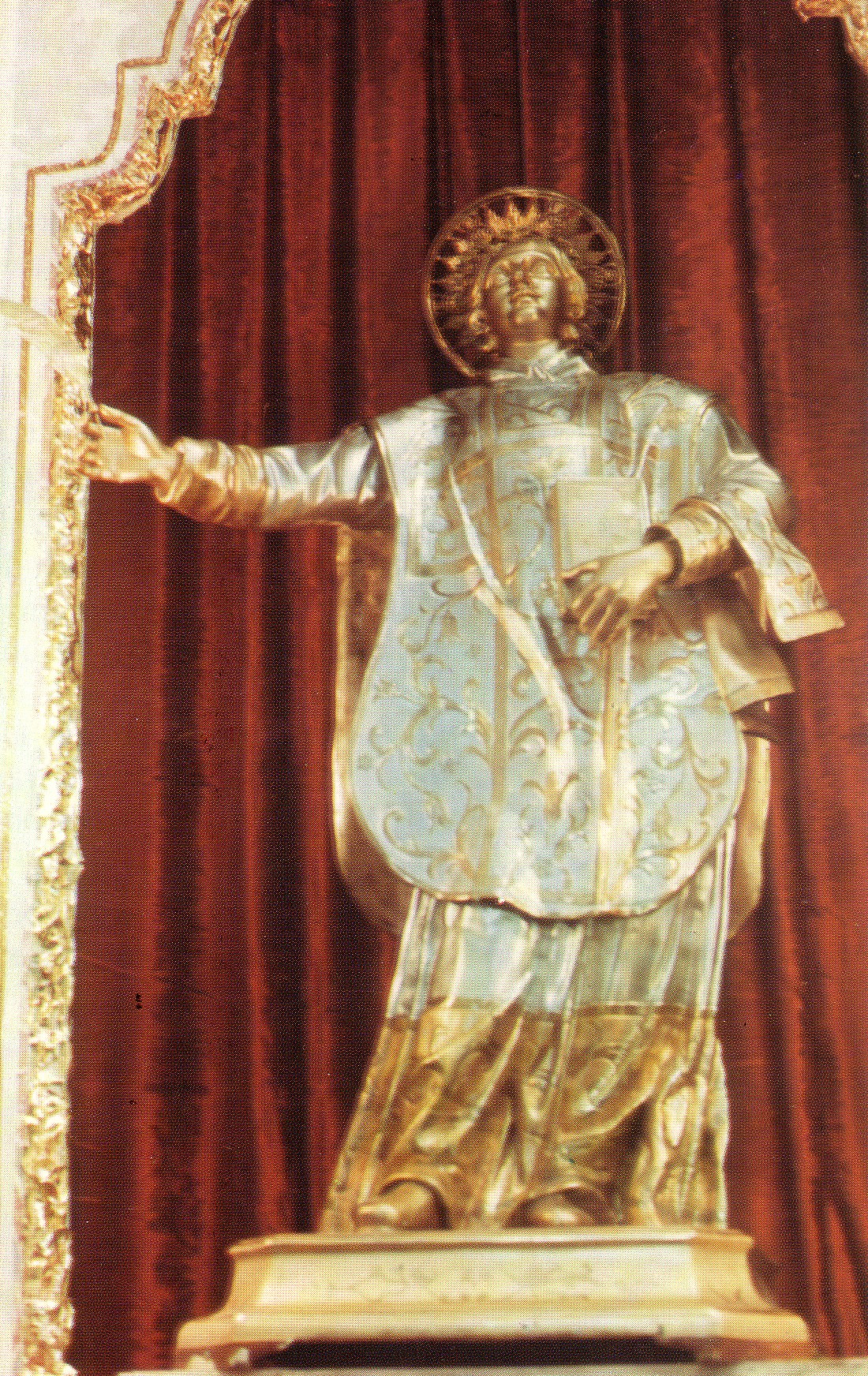
Felix av Nola.

Felix av Nola (italienska: Felice) är ett katolskt helgon. Han levde största delen av sitt liv i Nola, där han föddes ca 200 e.Kr, verkade som präst och dog ca 260 e.Kr. Han blev tidigt föremål för en kult och basilikan över hans grav var föremål för omfattande pilgrimsvandring. Han kallas martyr på grund av sitt lidande under förföljelsen av de kristna. Han är skyddshelgon mot mened, mot ögonproblem och för husdjur. Felix namnsdag firas efter honom.

## Biografi
Felix var äldst av två söner till en rik romersk soldat av syrisk härkomst, Hermias (italienska: Ermia). Hermias hade varit i kejsaren tjänst, men dragit sig tillbaka till Nola i Kampanien, nära Neapel, där han köpt jord. Den yngre brodern Hermias blev soldat som fadern, men Felix kände sig dragen till ett religiöst liv.
Efter faderns död sålde Felix sin del av arvet, delade ut det bland de fattiga, gick i kyrkans tjänst och blev småningom präst. Han var biskopens, helige Maximus av Nola, favorit och biskopen hade velat ha honom som efterträdare.
År 250 började kejsar Decius förfölja de kristna och biskopen gömde sig i ödemarken i bergen, medan han lät Felix ta hand om stiftet. Felix blev så arresterad, misshandlad och fängslad, men lyckades fly. Han sökte upp biskopen som var svulten och sjuk, och förde honom i vård. Felix gömde sig för att undkomma fortsatta förföljelser.
När kejsaren dog 251 återvände Felix till sin tjänst som präst. När biskopen dog ville folket ha honom som biskop, vilket hade varit en lönande tjänst, men han övertalade dem att acceptera hans kollega, som var något äldre i tjänsten. Felix egendom hade blivit beslagtagen, så han försörjde sig på en liten arrenderad jordplätt, men delade av sin skörd till fattiga.

## Eftermäle

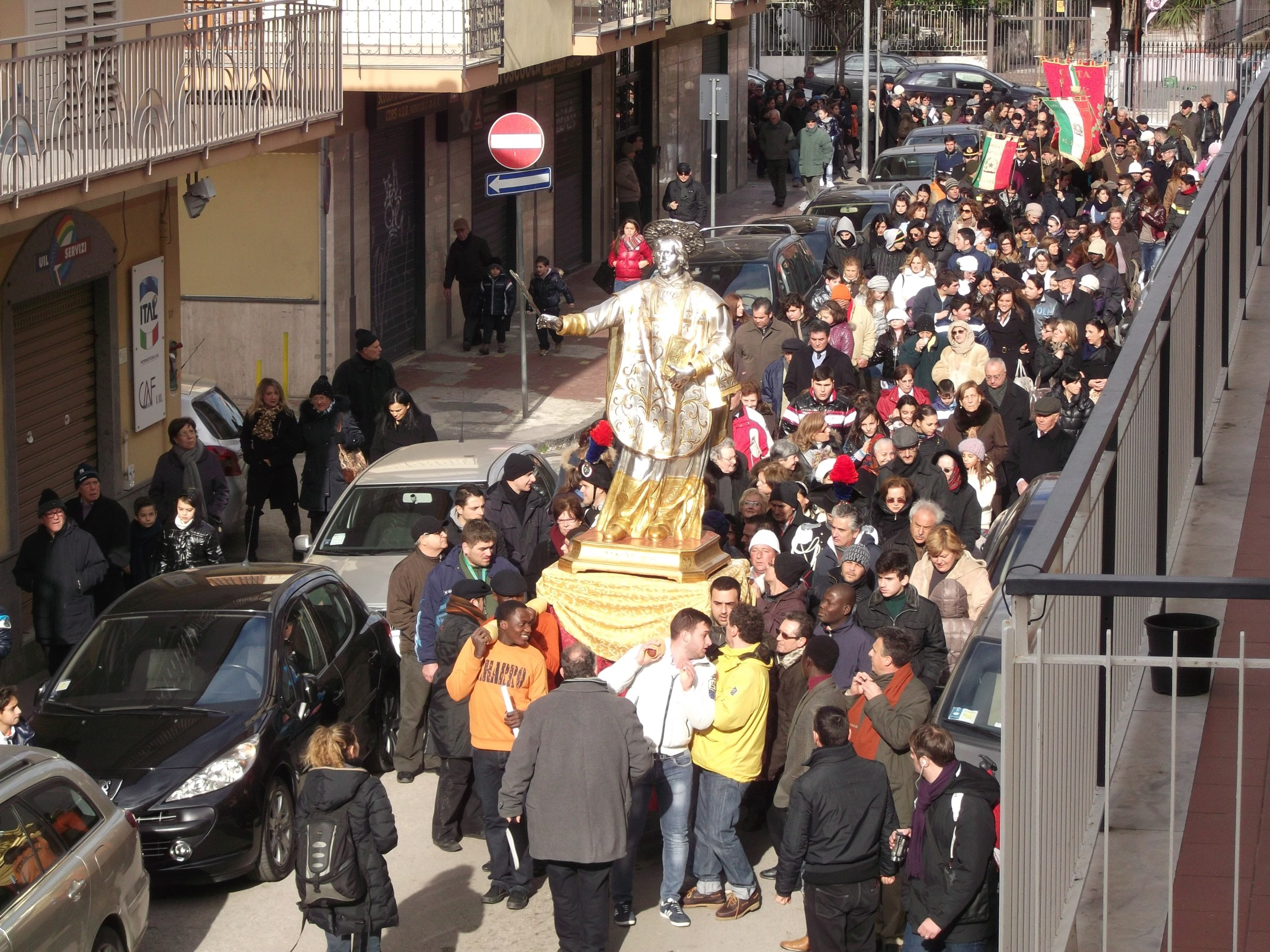
Felix i katolsk procession.

Felix dog den 14 januari, något år kring 260 e.Kr. Han kallas ofta martyr på grund av sitt lidande under förföljelserna. Han sägs ha gjort många under. Han begravdes på en gravplats sex kilometer från Nola, numera kallad Cimitile. Graven lockade snart stora skaror pilgrimer och det sägs att många under ägde rum där.
Det mesta man vet om Felix vet man tack vare biskopen Paulinus av Nola, från en rik adelsfamilj i Bordeaux. Vid ett besök i Kampanien år 379, drygt hundra år efter Felix död, blev han vittne till en fest till Felix ära, vilket började ett livslångt engagemang från hans sida. Då han besökte Nola fanns där redan tre kyrkor till Felix ära i Nola. Basilikan över Felix grav var dock för liten för alla pilgrimer, och han byggde en ny i anknytning till den gamla åren 400–403. Denna basilika blev på 1500-talet inkorporerad i den nya Johannes-basilikan.
Felix firas stort i Nola och Cimitile på minnesdagen den 14 januari. Felix namnsdag firas efter honom.